# Depot von Kolešovice
Das Depot von Kolešovice (auch Hortfund von Kolešovice) ist ein Depotfund der frühbronzezeitlichen Aunjetitzer Kultur aus Kolešovice im Středočeský kraj, Tschechien. Es datiert in die Zeit zwischen 2000 und 1800 v. Chr. Das Depot befindet sich heute im Naturhistorischen Museum Wien.

## Fundgeschichte
Das Depot wurde erstmals 1903 erwähnt. Der genaue Zeitpunkt und die Umstände des Funds sind unbekannt. In den Akten des Naturhistorischen Museums ist als Fundort „Wokwolitze“ angegeben. Hierbei handelt es sich um eine Entstellung. Tatsächlich wird Wokrouhlitz oder das Flurstück Wokrolitze bei Kolešovice gemeint sein.
Aus Kolešovice ist außerdem ein Einzelfund eines frühbronzezeitlichen Randleistenbeils bekannt.

## Zusammensetzung
Das Depot besteht aus zwei bronzenen Ösenhalsringen, von denen einer verformt ist.